# Trung Mỹ (xã)
Trung Mỹ là một xã thuộc huyện Bình Xuyên, tỉnh Vĩnh Phúc, Việt Nam.
Đây là một xã miền núi nằm ở phía Bắc của huyện Bình xuyên (Vĩnh Phúc), có diện tích đất tự nhiên là 4.571,2ha. Trong xã có tổng 8 là thôn. Đó là Thôn Trung Mầu, Thôn Thanh Lanh, Thôn Đồng Giang, Thôn Ba Gò, Thôn Mỹ Khê, Thôn Tam Thành, Vĩnh Đồng, Thôn Gia Khau.
Dân cư trong xã có tỷ lệ 80% dân tộc Sán Dìu. Chủ yếu tập trung ở các thôn Trung Mầu, Thôn Đồng Giang, Thôn Ba Gò, Thôn Mỹ Khê, Thôn Gia Khau. Thôn Thanh Lanh và Thôn Tam Thành, Thôn Vĩnh Đồng,chủ yếu là dân tộc kinh được nhà nước cho đi xây dựng vùng kinh tế mới từ những năm 1964 từ các vùng Mê Linh - thủ đô Hà Nội, huyện Đan Phượng - Hà Tây cũ, tỉnh Hà Nam, Nam Định, Thái Bình, Hưng Yên, Huyện Vĩnh Tường - Vĩnh Phúc, thị trấn Hương Canh - Vĩnh Phúc...